# Pararhinichthys
Pararhinichthys is een geslacht van straalvinnige vissen uit de familie van eigenlijke karpers (Cyprinidae).

## Soort
- Pararhinichthys bowersi (Goldsborough & Clark, 1908)